# Ziniaré
Ziniaré ist sowohl eine Gemeinde (französisch commune urbaine) als auch ein dasselbe Gebiet umfassendes Departement im westafrikanischen Staat Burkina Faso, etwa 35 km nordöstlich von der Hauptstadt Ouagadougou, und hat in den fünf Sektoren des Hauptorts und weiteren 48 Dörfern 62.026 Einwohner. Ziniaré ist die Hauptstadt der Region Plateau Central und der Provinz Oubritenga.
In Ziniaré fand der erste Markt des hauptsächlich von Mossi bewohnten Zentralplateaus statt.